# 南川区
南川区（なんせんく）は中華人民共和国重慶市に位置する市轄区。

## 歴史
南川の名称は元代より使用されている。南川は地域を流れる河川であり、637年に県制が施行され、元代に南川県に改称されている。
1994年6月10日、県級市として南川市が成立し、2006年10月22日に重慶市南川区に改編され現在に至っている。

## 行政区画
下部に3街道、29鎮、2郷を管轄する。
- 街道
  - 東城街道、南城街道、西城街道

- 鎮
  - 三泉鎮、南平鎮、神童鎮、鳴玉鎮、大観鎮、興隆鎮、太平場鎮、白沙鎮、水江鎮、石墻鎮、金山鎮、頭渡鎮、大有鎮、合渓鎮、黎香湖鎮、山王坪鎮、木涼鎮、楠竹山鎮、石渓鎮、徳隆鎮、民主鎮、福寿鎮、河図鎮、慶元鎮、古花鎮、石蓮鎮、乾豊鎮、騎竜鎮、冷水関鎮

- 郷
  - 中橋郷、峰岩郷

## 交通

### 鉄道
- 中国国家鉄路集団
  - 渝黔都市間鉄道（中国語版）
    - 南川北駅
    - 水江西駅

### 道路
- 高速道路
  -  包茂高速道路
  -  銀百高速道路
  -  重慶都市圏環線高速道路（中国語版）
  -  南川環状高速道路
- 国道
  - G243国道（中国語版）
  - G353国道（中国語版）

## 名所・旧跡・観光スポット
- 金佛山（中国語版）（中華人民共和国国家級風景名勝区、中国の観光地等級AAAAA）

## 健康・医療・衛生
- 南川区人民医院
- 南川区宏仁医院
- 重慶市南川区中医院
- 南川区婦幼保健院